# Вороняки (село)
Вороня́ки — село в Україні, у Золочівському районі Львівської області. Населення становить ▼2955 осіб. Орган місцевого самоврядування — Золочівська міська рада.

## Історія
Село вперше згадується у письмових джерелах у 1680 році. Наприкінці ХІХ ст. однією з частин села було Залісся.

## Сучасність
У селі збудовано нову церкву — Трьох жінок мироносиць.

## Населення

### Мова
Розподіл населення за рідною мовою за даними перепису 2001 року:
| Мова       | Кількість | Відсоток |
| ---------- | --------- | -------- |
| українська | 3119      | 99.9%    |
| російська  | 3         | 0.1%     |
| Усього     | 3122      | 100%     |

## Відомі люди

### Народились
- Следзінський Степан - командир роти 28 окремої механізованої бригади імені Лицарів Зимового Походу, загинув 15 січня 2023 року на Бахмутському напрямку.
- Захарчук Петро Михайлович — Герой Російської Федерації.
- Масник Михайло Михайлович — український поет та самодіяльний композитор.

### Загинули
- Бучинський Мирослав Ількович «Бусько», «Сурмач» (1924 – 10.05.1951) — керівник Золочівського районного проводу ОУН. Загинув, наскочивши на засідку оперативної групи МДБ. Відзначений Бронзовим хрестом бойової заслуги (5.08.1952)[6].